# Бирюли (Татарстан)
 Бирюли  — посёлок железнодорожного разъезда в Высокогорском районе Татарстана. Входит в состав Бирюлинского сельского поселения.

## География
Находится в северо-западной части Татарстана на расстоянии приблизительно 7 км на северо-восток по прямой от районного центра посёлка Высокая Гора у железнодорожной линии Казань-Агрыз.

## История
Основан в 1930-х годах.

## Население
Постоянных жителей было в 1949—106, в 1958 — 70, в 1970—173, в 1989 — 89, 123 в 2002 году (русские 60 %, татары 37 %), 98 в 2010.